# Vital Concept
Vital Concept est une entreprise de commerce de gros fondée par Patrice Étienne en 1996 à Loudéac, dans le département des Côtes-d'Armor, en région Bretagne.
Spécialisée dans la vente à distance de produits agricoles, la société est également très active dans le sponsoring sportif avec la création de l'équipe cycliste Vital Concept en 2018.

## Activité
Vital Concept est spécialisée dans la vente à distance de produits et de matériels destinés à l'agriculture. L'entreprise fonctionne comme une centrale de référencement, avec un catalogue de produits phares qui présentent peu de support technique. C'est-à-dire que contrairement à une centrale d'achat, elle n'achète pas les produits qu'elle revend à des clients, mais elle sélectionne des produits et des fournisseurs auprès desquels les membres du réseau peuvent acheter à des prix convenus.
À l’origine, limitées aux seuls départements bretons, les activités de l'entreprise Vital Concept se sont progressivement étendues au marché national français. Si bien que la construction d’un nouveau site, sur sept hectares, fut entreprise à Loudéac en 2009.

## Sponsoring sportif

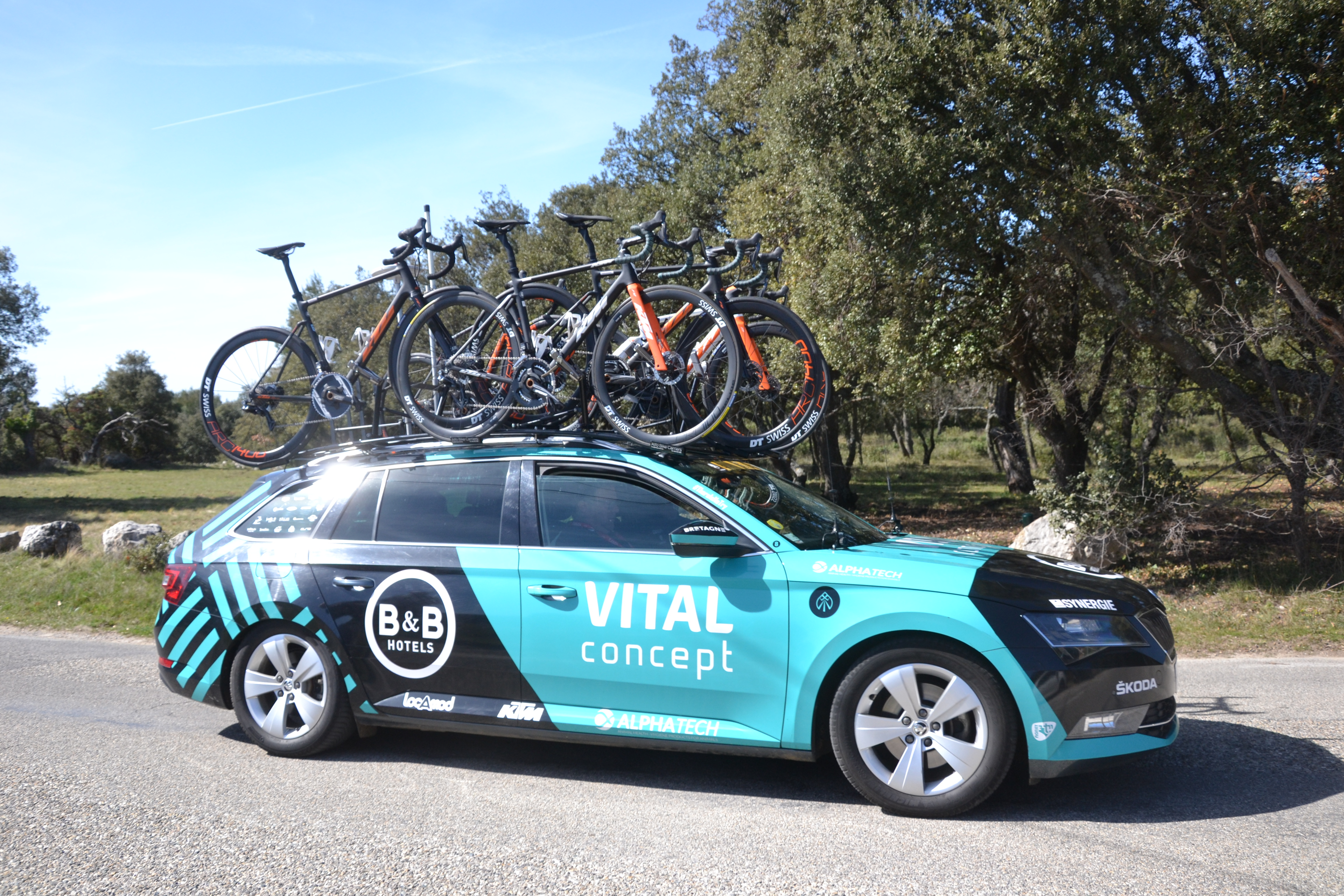
Une voiture siglée Vital Concept sur Paris-Nice en 2020.

Dès 2007, la société Vital Concept s'investit dans le développement du cyclisme, notamment avec la création  d'une section VTT au Vélo Club Pays de Loudéac.
En 2016, l'entreprise loudéacienne rejoint Fortuneo en tant que co-sponsor pour la reprise de la formation Bretagne-Séché Environnement, qui prend alors le nom de Fortuneo-Vital Concept. Bien qu'initialement engagé sur trois ans, Vital Concept retire finalement son sponsoring au bout d'un an.
Lors de la saison 2018, il s'engage aux côtés de Jérôme Pineau dans la création d'une nouvelle formation cycliste, Vital Concept.